# 立沢 (守谷市)
立沢（たつざわ/Tatsuzawa）は、茨城県守谷市の地名。旧北相馬郡立沢村。郵便番号は302-0118。当用漢字が定められる前は立澤と表記された。

## 地理
守谷市北部に位置する。地域の中心を常磐自動車道が通っており、かつて北東部だったところは常総ニュータウン北守谷となり、立沢から分離したが、今なお広い面積を保っている。地域内を国道294号、常総ふれあい道路、県道野田牛久線が通っている。
東は松並、西は薬師台、緑、南は百合ケ丘、大柏、北は御所ケ丘、つくばみらい市筒戸と接している。

## 歴史
当地域は、古くは守谷郷に属し、全域が下総国相馬郡立沢村となっていた。
1845年（弘化2年）3月の｢下総国旧事考｣によると、立沢の由来ともなる竜沢寺は1289年（正応2年）に建立されていることがわかり、古くより村が形成されていたと考えられる。また、立沢の小字である｢御所台｣（一部は御所ケ丘となっている）は古河公方足利義氏の御殿（御所）が置かれたからであると言われている。
｢旧高旧領取調帳｣によると、幕末には田安領（354石6斗7升3合）と観音堂領（5石4斗）となっており、幕末より下総野鎮撫府、下総知事県の管轄となり、1869年（明治2年）には葛飾県、1871年（明治4年）には印旛県の管轄となり、1873年（明治6年）の大区小区制では第十四大区六小区となったが、これは本来は仮定であり、実地不便の向きもあるということを理由に第五大区七小区へと再編されている。また、同年千葉県となる。1875年（明治8年）には千葉県から茨城県に移管され、第九大区二小区となる。1878年（明治11年）の郡区町村制で大区小区の区分けは廃止され、同時に相馬郡が利根川を境に南相馬郡と北相馬郡に分離し、北相馬郡立沢村となる。1889年（明治22年）3月1日には同じ北相馬郡の板戸井村、大木村、大山新田と合併し、立沢は大井沢村の大字となり、1955年（昭和30年）3月1日には同じく北相馬郡守谷町、大野村、高野村と合併し、守谷町の大字となる。1976年（昭和51年）5月より、地域の北端を日本住宅公団（現:都市再生機構）が｢常総ニュータウン北守谷｣（開発中の名称は｢公団北守谷団地｣などで、開発後期より街開き後しばらくまでは｢常総ニュータウン守谷｣と呼ばれていた）として開発し、1985年（昭和60年）5月には御所ケ丘一丁目 - 五丁目、久保ケ丘一 - 四丁目、松前台一 - 三丁目、薬師台一丁目 - 七丁目として分離した。2002年（平成14年）2月2日の守谷市の市制施行により、守谷市の大字として現在に至る。

### 地名の由来
当地域にある寺、｢竜沢寺｣の寺号より。

### 沿革
- 1634年（寛永11年）ごろ、鬼怒川の掘削が完成したと考えられている。
- 1868年（慶応4年）
  - 6月26日 - 9月3日（旧暦5月7日 - 7月17日） 下総野鎮撫府の管轄となる。
  - 9月23日（旧暦8月8日） 府藩県三治制により、下総知事県の管轄となる。
- 1869年（明治2年）2月23日（旧暦1月13日） 下総知事県に代わり、本格的な行政組織として葛飾県を設置、葛飾県相馬郡立沢村となる。
- 1871年（明治4年）12月25日（旧暦11月14日） 廃藩置県後の県の統合により、葛飾県が生実県、古河県、佐倉県、関宿県、曾我野県、結城県と合併し、印旛県を設置。印旛県相馬郡立沢村となる。
- 1873年（明治6年）
  - 5月 大区小区制により、第十四大区六小区となる。また、すぐに再編成で第五大区七小区となる。
  - 6月15日 印旛県が木更津県と合併し、千葉県を設置。千葉県に属する。
- 1875年（明治8年）5月7日 境界変更により千葉県から茨城県に移管。第九大区二小区となる。
- 1878年（明治11年）7月22日 郡区町村制施行。同時に相馬郡が、利根川を境に南相馬郡と北相馬郡に分離し、北相馬郡立沢村となる。
- 1889年（明治22年）
  - 4月1日 北相馬郡大木村、立沢村、大山新田と合併し、北相馬郡大井沢村大字立沢となる。
- 1955年（昭和30年）3月1日 北相馬郡守谷町、大野村、高野村と合併し、北相馬郡守谷町大字立沢となる。
- 1985年（昭和60年）5月 常総ニュータウン北守谷地区を松前台五 - 七丁目、薬師台二丁目 - 七丁目の各一部として分離。
- 2002年（平成14年）2月2日 市制施行により、守谷市立沢となる。

## 世帯数と人口
2025年（令和7年）6月1日現在の世帯数と人口は以下の通りである。
| 大字 | 世帯数  | 人口    |
| ---- | ------- | ------- |
| 立沢 | 640世帯 | 1,690人 |

## 交通
首都圏新都市鉄道つくばエクスプレス・関東鉄道常総線守谷駅と新守谷駅を結ぶ路線バスと、守谷市コミュニティバス｢モコバス｣が地域内を走っている。
路線バス
地域内には｢立沢｣、｢立沢本田｣、｢立沢向地｣、｢前川製作所前｣の4つの停留所がある。
| 系統                             | 主要経由地                                                       | 行先               | 運行会社 |
| -------------------------------- | ---------------------------------------------------------------- | ------------------ | -------- |
|                                  | 前川製作所前・立沢・久保ケ丘・絹の台                             | 小絹駅             | ■関鉄    |
| 急行                             | 前川製作所前・立沢・小絹中学校・きぬの里・自然博物館入口         | 岩井バスターミナル | ■関鉄    |
| 急行                             | 前川製作所前・立沢・きぬの里・自然博物館入口・岩井バスターミナル | 猿島バスターミナル | ■関鉄    |
|                                  | 立沢向地・立沢本田・薬師台五丁目・松前台五丁目・立沢公園         | 新守谷駅           | ■関鉄    |
| 深夜                             | 立沢向地・立沢本田・薬師台五丁目・松前台五丁目・久保ケ丘         | 小絹中学校         | ■関鉄    |
|                                  | 立沢・前川製作所前                                               | 守谷駅西口         | ■関鉄    |
|                                  | 立沢本田・立沢向地・守谷市役所                                   | 守谷駅西口         | ■関鉄    |
| 備考 深夜は23時以降・料金5割増。 |                                                                  |                    |          |

モコバス
地域内には｢前川製作所前｣、｢慶友病院前｣の停留所がある。Bルート右回りの｢前川製作所前｣停留所は百合ケ丘一丁目に所在する。
| 系統        | 主要経由地                                     | 行先       | 運行会社 |
| ----------- | ---------------------------------------------- | ---------- | -------- |
| Bルート(右) | 慶友病院前・前川製作所前・守谷駅西口・南守谷駅 | 守谷市役所 | ■関鉄    |
| Bルート(左) | 前川製作所前・慶友病院前                       | 守谷市役所 | ■関鉄    |

## 小・中学校の学区
市立小・中学校に通う場合、学区は以下の通りとなる。
| 地域             | 小学校         | 中学校         |
| ---------------- | -------------- | -------------- |
| 前川区域         | 黒内小学校     | 守谷中学校     |
| ふれあい道路以東 | 御所ケ丘小学校 | 御所ケ丘中学校 |
| ふれあい道路以西 | 大井沢小学校   | 御所ケ丘中学校 |

## 施設
- もりり保育園 - 立沢1921番地16
- ひばり幼稚園 - 立沢142番地4
- 守谷二三ケ丘幼稚園 - 立沢1596番地
- 守谷慶友病院 - 立沢980番地1
- 共同印刷守谷工場 - 立沢1932番地
- 前川製作所守谷工場 - 立沢2000番地